# Dödslistan
Dödslistan (engelska: The List of Adrian Messenger) är en amerikansk mysteriefilm från 1963 i regi av John Huston. Filmen är baserad på Philip MacDonalds roman Farliga frågor från 1959. I huvudrollerna ses Kirk Douglas, George C. Scott, Dana Wynter, Clive Brook, Gladys Cooper och Herbert Marshall.

## Handlingen
Författaren Adrian Messenger (John Merivale) misstänker att en serie "dödsolyckor", till synes utan samband, egentligen är mord som är relaterade till varandra. Han ber sin vän Anthony Gethryn (George C. Scott), nyligen pensionerad från MI5, hjälpa till med att lösa mysteriet och ger honom en lista på offrens namn. Strax därefter sprängs en bomb ombord på Messengers plan, när han är på väg för att samla in ytterligare bevis för att bekräfta sina misstankar och med sitt sista andetag försöker han för en medpassagerare berätta lösningen på mysteriet.

## Rollista i urval
- George C. Scott – Anthony Gethryn
- John Merivale – Adrian Messenger
- Jacques Roux – Raoul Le Borg
- Clive Brook – Markisen av Gleneyre
- Dana Wynter – Lady Jocelyn Bruttenholm
- Tony Huston – Derek Bruttenholm (krediterad som Walter Anthony Huston)
- Kirk Douglas – George Brougham / Mr. Pythian
- Gladys Cooper – Mrs. Karoudjian
- Herbert Marshall – Sir Willfrid Lucas
- Marcel Dalio – Max Karoudjian
- Bernard Archard – inspektör Pike
- Ronald Long – Carstairs (krediterad som Roland Long)

Cameos:
- Tony Curtis – orgelspelare
- Robert Mitchum – Slattery
- Frank Sinatra
- Burt Lancaster

Regissören John Huston dyker också upp i en cameo mot filmens slut, som Lord Ashton.